# Sistema input-output
Il sistema input-output è stato definito dall'economista sovietico Wassily Leontief analizzando statisticamente le interazioni tra le industrie di una nazione. L'analisi si basa sulla tavola input-output o tavola delle interdipendenze settoriali e offre una rappresentazione schematica delle relazioni determinate dalla produzione e dalla circolazione (acquisti e vendite) dei beni tra i vari settori in cui si articola un sistema economico e con l'esterno (importazioni ed esportazioni); determina l'impatto sulle industrie fornitrici rispetto a cambiamenti della produzione in una singola industria. Queste tecniche possono essere usate per misurare l'impatto del cambiamento della domanda in qualunque industria sull'intera economia.
Il sistema input-output considera un'economia di scambio (a livello nazionale o regionale) suddivisa in un certo numero di settori produttivi (detti anche branche di attività economiche o industrie) individuati generalmente per tipo omogeneo di prodotto realizzato. Ciascun settore, nel suo insieme, si pone sul mercato con un duplice ruolo: come acquirente dei beni e dei servizi degli altri settori e di fattori che impiega nel processo produttivo, da un lato; come venditore della merce che produce dall'altro.

## Il modello chiuso di Leontief
Nel modello chiuso, introdotto da Leontief nel 1941, si descrivono i flussi di beni e servizi tra tutti i settori di un'economia in un dato arco di tempo. Non vi è distinzione tra settori di produzione e settori di consumo: così come i settori della produzione si scambiano beni e servizi (ad esempio, l'agricoltura fornisce materie prime all'industria, ovvero l'industria «consuma» prodotti agricoli: i cosiddetti consumi intermedi), i consumatori forniscono risorse ai settori produttivi (che «consumano» lavoro) e spendono i redditi ricevuti come contropartita nel consumo dei beni e servizi prodotti (cosiddetti consumi finali).
Ad esempio:
| a:          | Agricoltura | Industria | Famiglie | Totale                  |
| da:         |             |           |          |                         |
| Agricoltura | 7,5         | 6         | 16,5     | 30 quintali di grano    |
| Industria   | 14          | 6         | 30       | 50 metri di stoffa      |
| Famiglie    | 80          | 180       | 40       | 300 anni-uomo di lavoro |

Le righe della tabella mostrano gli output (le erogazioni):
- l'agricoltura produce 30 quintali di grano, di cui 7,5 consumati da se stessa (sementi), 6 dall'industria e 16,5 dalle famiglie (grano, carne, frutta, ecc.);
- l'industria produce 50 metri di stoffa, di cui 14 consumati dall'agricoltura e 6 da se stessa, 30 dalle famiglie;
- le famiglie forniscono in totale 300 anni-uomo (300 uomini impegnati nel lavoro tutto l'anno), di cui 80 all'agricoltura (contadini), 180 all'industria (operai) e 40 a se stesse (lavori domestici).

Le colonne mostrano gli input (le immissioni):
- l'agricoltura impiega 7,5 quintali di grano, 14 metri di stoffa e 80 anni-uomo per produrre 30 quintali di grano:
- l'industria impiega 6 quintali di grano, 6 metri di stoffa e 180 anni-uomo;
- le famiglie spendono i loro redditi da lavoro per acquistare 16,5 quintali di grano, 30 metri di stoffa e 40 anni-uomo di lavoro.

Deve esistere un sistema di prezzi che garantisca la possibilità effettiva degli scambi tra i diversi settori; nel caso della Tabella 1 i prezzi sono 20 euro per un quintale di grano, 15 euro per un metro di stoffa, 3 euro per un anno-uomo di lavoro. Si ottiene così la tabella dei valori:
| a:          | Agricoltura | Industria | Famiglie | Totale |
| da:         |             |           |          |        |
| Agricoltura | 150         | 120       | 330      | 600    |
| Industria   | 210         | 90        | 450      | 750    |
| Famiglie    | 240         | 540       | 120      | 900    |
|             | 600         | 750       | 900      | 2.250  |

La prima riga mostra che il settore agricolo usa 150 euro del proprio prodotto (utilizzo diretto o scambi tra agricoltori), ne vende parte all'industria per 120 euro ed il resto alle famiglie per 330 euro, con un ricavo complessivo di 600 euro.
La prima colonna mostra che il settore agricolo usa 150 euro del proprio prodotto, 210 euro di prodotti industriali e 240 di lavoro (salari), per un costo complessivo di 600 euro.
Analogamente per gli altri settori, che chiudono anch'essi «in pareggio». Ciò consente di iniziare un nuovo ciclo annuale (tutti i settori ricevono gli input necessari per una nuova produzione), che si svolgerà come il precedente. Si dice quindi che i prezzi indicati garantiscono la riproducibilità del sistema economico considerato.
Analiticamente, il prodotto totale dell'i-esimo settore si indica con qi, la quantità prodotta dall'i-esimo settore e impiegata dal j-esimo si indica con qij, il prezzo del prodotto dell'i-esimo settore con pi. Le due tabelle costituiscono casi particolari dei due sistemi di equazioni lineari:
{\displaystyle (1)\quad {\begin{cases}q_{11}+q_{12}+\dots +q_{1n}=q_{1}\\q_{21}+q_{22}+\dots +q_{2n}=q_{2}\\\dots \\q_{n1}+q_{n2}+\dots +q_{nn}=q_{n}\end{cases}}}
{\displaystyle (2)\quad {\begin{cases}q_{11}p_{1}+q_{21}p_{2}+\dots +q_{n1}p_{n}=q_{1}p_{1}\\q_{12}p_{1}+q_{22}p_{2}+\dots +q_{n2}p_{n}=q_{2}p_{2}\\\dots \\q_{1n}p_{1}+q_{2n}p_{2}+\dots +q_{nn}p_{n}=q_{n}p_{n}\end{cases}}}
Da notare che le righe del primo sistema corrispondono alle righe della Tabella 1, mentre le righe del secondo corrispondono alle colonne della Tabella 2 ed esprimono la condizione di «pareggio», cioè di uguaglianza tra il valore degli input di ciascun settore (somma della relativa colonna) e il valore del suo output (somma di riga).
Dividendo la quantità di un prodotto utilizzato in un settore per la quantità totale del prodotto dello stesso settore si ottengono i coefficienti tecnici di produzione:
{\displaystyle a_{ij}={\frac {q_{ij}}{q_{j}}}}
Ad esempio, a21=q21/q1=(210/15)/(600/20)=14/30=0.47 ci dice che per la produzione di ciascun quintale di grano occorrono 0,47 m di stoffa.
Dividendo ciascuna riga del secondo sistema per le quantità prodotte, si ottiene un nuovo sistema espresso in termini dei coefficienti tecnici di produzione:
{\displaystyle (3)\quad {\begin{cases}a_{11}p_{1}+a_{21}p_{2}+\dots +a_{n1}p_{n}=p_{1}\\a_{12}p_{1}+a_{22}p_{2}+\dots +a_{n2}p_{n}=p_{2}\\\dots \\a_{1n}p_{1}+a_{2n}p_{2}+\dots +a_{nn}p_{n}=p_{n}\end{cases}}}    in forma matriciale:  {\displaystyle A^{T}{\vec {p}}={\vec {p}}}
ovvero:
{\displaystyle (4)\quad {\begin{cases}(a_{11}-1)p_{1}+a_{21}p_{2}+\dots +a_{n1}p_{n}=0\\a_{12}p_{1}+(a_{22}-1)p_{2}+\dots +a_{n2}p_{n}=0\\\dots \\a_{1n}p_{1}+a_{2n}p_{2}+\dots +(a_{nn}-1)p_{n}=0\end{cases}}}        in forma matriciale:      {\displaystyle (A^{T}-I){\vec {p}}={\vec {0}}}
dove AT è la trasposta della matrice quadrata (aij) dei coefficienti tecnici di produzione e I è la matrice identità.
L'ultimo è un sistema lineare omogeneo, che ammette soluzioni non banali (diverse da pi=0 per qualsiasi i) e non negative se 1 è l'autovalore massimo di AT. Si può dimostrare che tale condizione sussiste sempre e, pertanto, che il sistema (2) permette di trovare i prezzi che garantiscono la riproducibilità dell'economia.
Il modello chiuso, peraltro, è il modello di un'economia statica che riproduce costantemente se stessa, producendo e consumando sempre le stesse quantità.

## Il modello aperto di Leontief
Nel 1951 Leontief introdusse un modello aperto, così detto perché interviene una domanda finale esogena, non determinata dalle condizioni tecniche ed economiche di riproducibilità ma proveniente da settori non direttamente coinvolti nella produzione (amministrazioni pubbliche, percettori di rendite ecc.), e perché compare un valore aggiunto (un surplus rispetto a quanto necessario per la semplice riproduzione) che consente di distribuire redditi ai settori esogeni. Il valore aggiunto può essere semplicemente consumato, oppure investito per aumentare la produzione; gli investimenti, a loro volta, possono comportare o meno cambiamenti nella tecnologia.

### Analisi statica
Si suppone che gli investimenti effettuati al tempo t producano effetti a partire dal tempo t+1. Nell'analisi statica, limitata ad un unico ciclo produttivo, si prescinde quindi dagli investimenti e si analizza l'economia secondo modalità analoghe a quelle del modello chiuso.
Dal punto di vista analitico, sostituendo nel sistema (1) ai termini qij gli equivalenti aijqj ed aggiungendo le domande finali yi si ottiene:
{\displaystyle (5)\quad {\begin{cases}a_{11}q_{1}+a_{12}q_{2}+\dots +a_{1n}q_{n}+y_{1}=q_{1}\\a_{21}q_{1}+a_{22}q_{2}+\dots +a_{2n}q_{n}+y_{2}=q_{2}\\\dots \\a_{n1}q_{1}+a_{n2}q_{2}+\dots +a_{nn}q_{n}+y_{n}=q_{n}\end{cases}}}
quindi:
{\displaystyle (6)\quad {\begin{cases}(1-a_{11})q_{1}-a_{12}q_{2}-\dots -a_{1n}q_{n}=y_{1}\\-a_{21}q_{1}+(1-a_{22})q_{2}-\dots -a_{2n}q_{n}=y_{2}\\\dots \\-a_{n1}q_{1}-a_{n2}q_{2}-\dots +(1-a_{nn})q_{n}=y_{n}\end{cases}}}        in forma matriciale:      {\displaystyle (I-A){\vec {q}}={\vec {y}}}
Si può dimostrare che anche in questo caso esiste sempre un vettore di quantità non negative che sia soluzione del sistema (6) e che, pertanto, si possono trovare le quantità che, dati i coefficienti di produzione, consentono di ottenere output uguali alla domanda.
Partendo invece dal sistema (2), aggiungendo le domande finali e dividendo per le quantità, si ottiene un sistema di equazioni che esprimono l'uguaglianza tra i pagamenti effettuati dai settori endogeni (direttamente coinvolti nel processo produttivo) e i ricavi ottenuti, vi, da ciascun settore per una unità di prodotto:
{\displaystyle (7)\quad {\begin{cases}(1-a_{11})p_{1}-a_{21}p_{2}-\dots -a_{n1}p_{n}=v_{1}\\-a_{12}p_{1}+(1-a_{22})p_{2}-\dots -a_{n2}p_{n}=v_{2}\\\dots \\-a_{1n}p_{1}-a_{2n}p_{2}-\dots +(1-a_{nn})p_{n}=v_{n}\end{cases}}}        in forma matriciale:      {\displaystyle (I-A^{T}){\vec {p}}={\vec {v}}}
I valori vi comprendono sia i costi degli input che il valore aggiunto distribuito ai settori esogeni. Il sistema (7) consente di determinare i prezzi sulla base di dati valori aggiunti per unità di prodotto.
Tuttavia, al fine di meglio determinare i prezzi è necessario tener conto del fatto che in ciascuna attività produttiva intervengono sia i consumi intermedi e il lavoro, sia i beni capitali. I ricavi delle vendite, infatti, vengono utilizzati sia per pagare i consumi intermedi e i salari, sia per remunerare il capitale investito.
Per tenere conto dei beni capitali, si aggiunge alla matrice A=(aij) dei coefficienti di produzione una matrice B=(bij) dei coefficienti di capitale, ciascuno dei quali esprime quanto dei beni capitale prodotti dal settore i viene consumato nel settore j.
Si può così costruire la relazione:
{\displaystyle (8)\quad {\vec {p}}=(1-A^{T}-rB^{T})^{-1}{\vec {w}}}
dove r è la remunerazione del fattore capitale e w è il vettore dei salari per unità di prodotto pagati dai diversi settori.

### Analisi dinamica
Si esamina il processo di crescita economica mediante sistemi di equazioni alle differenze del tipo:
{\displaystyle (9)\quad {\vec {q}}(t)-A{\vec {q}}(t)-B[{\vec {q}}(t+1)-{\vec {q}}(t)]={\vec {y}}(t)}
dove:
- i vettori q(t) e q(t+1) rappresentano gli output dei diversi settori ai tempi t e t+1;
- il vettore y(t) rappresenta i prodotti dei diversi settori disponibili, al tempo t, per le famiglie e altri utenti finali (si tratta cioè del surplus; nella versione «chiusa» del modello il vettore y(t) è nullo, in quanto tutto il prodotto deve essere utilizzato per ripristinare le condizioni iniziali di produzione);
- A e B sono, rispettivamente, le matrici dei coefficienti tecnici di produzione e dei coefficienti di capitale.

Le equazioni dicono quanto della produzione al tempo t è disponibile per i consumi finali, una volta detratto quando serve per i consumi intermedi e per incrementare lo stock di capitale (si assume che i beni capitale aggiunti allo stock al tempo t entrino in uso al tempo t+1).
Il sistema è stato usato in ricerche empiriche, ma può essere utilizzato anche in sede di pianificazione al fine di determinare il livello di produzione necessario per garantire un desiderato surplus; in tal caso la (9) viene riscritta:
{\displaystyle (10)\quad {\vec {q}}(t)=B^{-1}[(I-A+B){\vec {q}}(t-1)-{\vec {y}}(t-1)]}

### Il cambiamento tecnologico
Gli investimenti possono comportare semplicemente un aumento delle quantità impiegate nei processi produttivi, oppure un cambiamento delle tecnologie impiegate.
Nel secondo caso, ne risultano alterate le matrici A e B; possono cambiare i valori di alcuni loro elementi, oppure possono sparire vecchie righe o colonne e apparirne di nuove.
Può anche risultare utile valutare gli effetti di una tecnologia piuttosto che di altre, mediante algoritmi di Programmazione lineare.

## Il modello rettangolare di Stone
I modelli di Leontief, come si è visto, si basano su matrici quadrate, dette anche simmetriche perché sia le righe che le colonne si riferiscono allo stesso insieme di settori.
Negli anni '60 Richard Stone, nell'ambito del suo lavoro sui sistemi di contabilità nazionale, introdusse matrici rettangolari dedicate alle risorse (supply) ed ai relativi impieghi (use), che, oltre a fornire informazioni di rilevante interesse, consentivano di costruire poi una matrice simmetrica di tipo Leontief. Il metodo di Stone è stato recepito, tramite gli standard internazionali SNA 93 e Sec95, nella contabilità nazionale di molti paesi.
Le matrici rettangolari sono asimmetriche in quanto sono matrici prodotto per branca (le righe si riferiscono ai prodotti, le colonne alle branche di attività economica, eventualmente aggregate in settori). Ciò consente di tenere conto delle cosiddette «produzioni secondarie». Nei modelli di Leontief prodotti e branche coincidono (l'output dell'agricoltura comprende solo prodotti agricoli, quello dell'industria solo prodotti industriali, ecc.), mentre nelle matrici di Stone in ogni colonna vi sono i prodotti di ciascuna branca/settore, sia quelli tipici che quelli secondari (per l'agricoltura possono esservi sia i prodotti agricoli in senso stretto, sia servizi come l'agriturismo).

## Considerazioni
Sono intuibili le possibilità di impiegare questi modelli a fini di programmazione economica: essi consentono infatti di studiare gli effetti che modificazioni della composizione e del livello della domanda finale provocano  sui livelli di produzione dei diversi settori e sull'occupazione a livello settoriale e complessivo,  e di confrontare tali grandezze con la potenzialità produttiva del sistema economico.
Analisi di impatto, analisi dei moltiplicatori, individuazione di filiere di produzione e/o di settori verticalmente integrati dell'economia (regionale), costituiscono alcuni dei più fecondi sviluppi della concezione della tavola come modello economico.
Nell'analisi di impatto, questo modello si presta ad essere utilizzato per valutare l'effetto prodotto da manovre di politica economica che operano facendo variare direttamente le componenti della domanda finale (un programma di investimenti pubblici, per esempio) o per effettuare esercizi di simulazione a scopo previsivo (ad esempio valutazione degli effetti prodotti sul sistema da variazioni sui mercati di esportazione causate da variazioni del tasso di cambio o dall'incremento/decremento delle presenze turistiche).
In genere, però, il modello input-output è suscettibile di essere impiegato ogniqualvolta sia possibile ricondurre le variabili causali in effetti di variazione di una o più delle componenti finali in modo da rendere operante il meccanismo di funzionamento “da domanda finale a produzione” proprio dello schema logico input-output.